# Chione von Thessaloniki
Chione von Thessaloniki († 304, auch Chinonia) war eine Märtyrerin.
Chione von Thessaloniki war eine der drei Schwestern Agape, Chione und Irene aus Thessaloniki, die während der Christenverfolgung unter Kaiser Diokletian auf dem Scheiterhaufen verbrannt wurden.